# 玛丽亚·琼坎

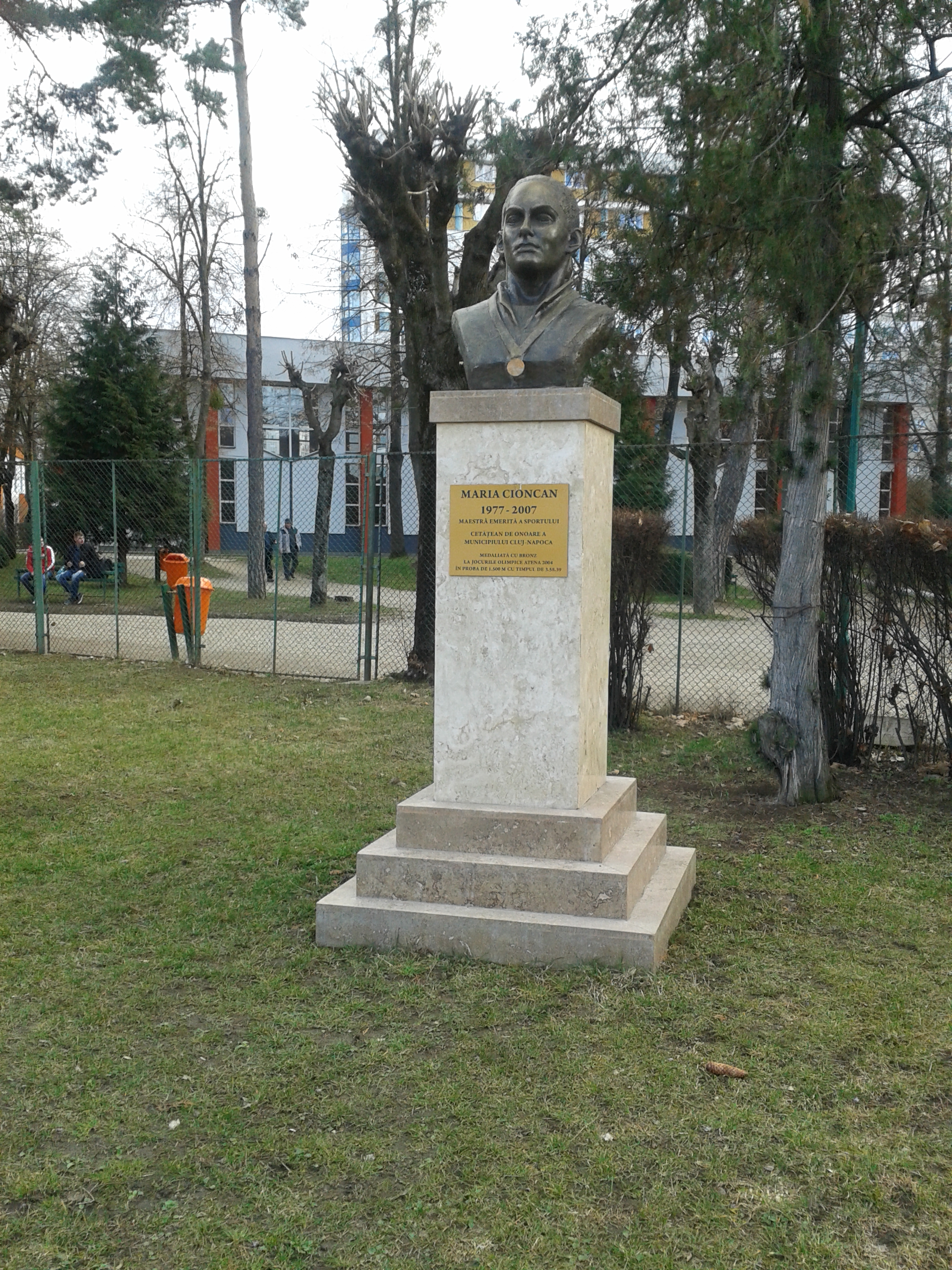
玛丽亚·琼坎

玛丽亚·琼坎（羅馬尼亞語：Maria Cioncan，1977年6月19日—2007年1月21日），罗马尼亚女子田径运动员。她曾代表罗马尼亚参加2004年夏季奥林匹克运动会田径比赛，获得女子1500米铜牌。